# Satyrus anthelea
Satyrus anthelea är en fjärilsart som beskrevs av Jacob Hübner 1827. Satyrus anthelea ingår i släktet Satyrus och familjen praktfjärilar. Inga underarter finns listade.